# Canton du Val de Thouet
Le canton du Val de Thouet est une circonscription électorale française située dans le département des Deux-Sèvres et la région Nouvelle-Aquitaine.

## Histoire
Un nouveau découpage territorial des Deux-Sèvres entre en vigueur à l'occasion des premières élections départementales suivant le décret du 18 février 2014. Les conseillers départementaux sont, à compter de ces élections, élus au scrutin majoritaire binominal mixte. Les électeurs de chaque canton élisent au Conseil départemental, nouvelle appellation du Conseil général, deux membres de sexe différent, qui se présentent en binôme de candidats. Les conseillers départementaux sont élus pour 6 ans au scrutin binominal majoritaire à deux tours, l'accès au second tour nécessitant 12,5 % des inscrits au 1er tour. En outre la totalité des conseillers départementaux est renouvelée. Ce nouveau mode de scrutin nécessite un redécoupage des cantons dont le nombre est divisé par deux avec arrondi à l'unité impaire supérieure si ce nombre n'est pas entier impair, assorti de conditions de seuils minimaux. Dans les Deux-Sèvres, le nombre de cantons passe ainsi de 33 à 17.
Le canton du Val de Thouet est formé de 35 communes des anciens cantons d'Airvault (7 communes), de Saint-Loup-Lamairé (6 communes), d'Argenton-les-Vallées (5 communes), de Thouars-1 (8 communes), de Thouars-2 (2 communes) et de Saint-Varent (7 communes). Avec ce redécoupage administratif, le territoire du canton s'affranchit des limites d'arrondissements, avec 13 communes incluses dans l'arrondissement de Parthenay et 22 dans celui de Bressuire. Le bureau centralisateur est situé à Airvault.
À la suite de la création de plusieurs communes nouvelles, la composition du canton est révisée par un décret du 7 novembre 2019. Le nombre de communes du canton est alors de 28.

## Représentation
| Période élective | Période élective | Mandat | Mandat   | Identité         | Nuance | Nuance | Qualité |
| ---------------- | ---------------- | ------ | -------- | ---------------- | ------ | ------ | --- |
| 2015             | 2021             | 2015   | 2021     | Olivier Fouillet |        | DVD    | Comptable Maire d'Airvault et Président de la Communauté de Communes Airvaudais-Val du Thouet 8e vice-président chargé de l'agriculture et du développement économique |
| 2015             | 2021             | 2015   | 2021     | Maryline Gelée   |        | DVD    | Employée administrative Maire de Pas-de-Jeu |
| 2021             | 2028             | 2021   | en cours | Olivier Fouillet |        | DVD    | Conseiller sortant, 10e vice-président chargé de l'Agriculture et de la Gestion de l'eau                                                                               |
| 2021             | 2028             | 2021   | en cours | Maryline Gelée   |        | DVD    | Conseillère sortante |

### Résultats détaillés

#### Élections de mars 2015
À l'issue du 1er tour des élections départementales de 2015, trois binômes sont en ballottage : Olivier Fouillet et Maryline Gelée (Union de la Droite, 38,22 %), Pascal Bironneau et Marie-Laurence Lumineau-Volerit (Union de la Gauche, 32,44 %) et Nathalie Allard-Adam et Michel Fievet (FN, 29,34 %). Le taux de participation est de 50,06 % (9 114 votants sur 18 206 inscrits) contre 50,44 % au niveau départemental et 50,17 % au niveau national.
Au second tour, Olivier Fouillet et Maryline Gelée (Union de la Droite) sont élus avec 40,28 % des suffrages exprimés et un taux de participation de 53,55 % (3 767 voix pour 9 752 votants et 18 211 inscrits).

#### Élections de juin 2021
Le premier tour des élections départementales de 2021 est marqué par un très faible taux de participation (33,26 % au niveau national). Dans le canton du Val de Thouet, ce taux de participation est de 32,83 % (5 861 votants sur 17 853 inscrits) contre 32,03 % au niveau départemental. À l'issue de ce premier tour, deux binômes sont en ballottage : Olivier Fouillet et Maryline Gelée (Union au centre et à droite, 36,96 %) et Pascal Bironneau et Valerie Guidal (Union à gauche, 31,08 %).
Le second tour des élections est marqué une nouvelle fois par une abstention massive équivalente au premier tour. Les taux de participation sont de 34,36 % au niveau national, 31,89 % dans le département et 34,08 % dans le canton du Val de Thouet. Olivier Fouillet et Maryline Gelée (Union au centre et à droite) sont élus avec 51,66 % des suffrages exprimés (2 873 voix pour 6 084 votants et 17 854 inscrits),,.

## Composition
Lors du redécoupage de 2014, le canton du Val de Thouet comprenait trente-cinq communes entières.
À la suite de la création des communes nouvelles de Val en Vignes au 1er janvier 2017, d'Airvault, de Loretz-d'Argenton et de Plaine-et-Vallées au 1er janvier 2019, le canton comprend désormais vingt-huit communes entières.
| Nom                              | Code Insee | Intercommunalité            | Superficie (km2) | Population (dernière pop. légale) | Densité (hab./km2) | Modifier                                    |
| -------------------------------- | ---------- | --------------------------- | ---------------- | --------------------------------- | ------------------ | ------------------------------------------- |
| Airvault (bureau centralisateur) | 79005      | CC Airvaudais-Val du Thouet | 63,88            | 3 295 (2022)                      | 52                 | modifier les données · modifier les données |
| Assais-les-Jumeaux               | 79016      | CC Airvaudais-Val du Thouet | 52,26            | 766 (2022)                        | 15                 | modifier les données · modifier les données |
| Availles-Thouarsais              | 79022      | CC Airvaudais-Val du Thouet | 10,85            | 184 (2022)                        | 17                 | modifier les données · modifier les données |
| Boussais                         | 79047      | CC Airvaudais-Val du Thouet | 19,72            | 448 (2022)                        | 23                 | modifier les données · modifier les données |
| Brion-près-Thouet                | 79056      | CC du Thouarsais            | 8,06             | 753 (2022)                        | 93                 | modifier les données · modifier les données |
| Le Chillou                       | 79089      | CC Airvaudais-Val du Thouet | 5,12             | 164 (2022)                        | 32                 | modifier les données · modifier les données |
| Coulonges-Thouarsais             | 79102      | CC du Thouarsais            | 17,26            | 445 (2022)                        | 26                 | modifier les données · modifier les données |
| Glénay                           | 79134      | CC du Thouarsais            | 21,14            | 539 (2022)                        | 25                 | modifier les données · modifier les données |
| Irais                            | 79141      | CC Airvaudais-Val du Thouet | 13,50            | 209 (2022)                        | 15                 | modifier les données · modifier les données |
| Loretz-d'Argenton                | 79014      | CC du Thouarsais            | 52,64            | 2 590 (2022)                      | 49                 | modifier les données · modifier les données |
| Louin                            | 79156      | CC Airvaudais-Val du Thouet | 20,56            | 679 (2022)                        | 33                 | modifier les données · modifier les données |
| Luché-Thouarsais                 | 79159      | CC du Thouarsais            | 13,46            | 533 (2022)                        | 40                 | modifier les données · modifier les données |
| Luzay                            | 79161      | CC du Thouarsais            | 20,98            | 621 (2022)                        | 30                 | modifier les données · modifier les données |
| Maisontiers                      | 79165      | CC Airvaudais-Val du Thouet | 18,29            | 130 (2022)                        | 7,1                | modifier les données · modifier les données |
| Marnes                           | 79167      | CC du Thouarsais            | 17,19            | 220 (2022)                        | 13                 | modifier les données · modifier les données |
| Pas-de-Jeu                       | 79203      | CC du Thouarsais            | 11,11            | 343 (2022)                        | 31                 | modifier les données · modifier les données |
| Pierrefitte                      | 79209      | CC du Thouarsais            | 15,91            | 323 (2022)                        | 20                 | modifier les données · modifier les données |
| Plaine-et-Vallées                | 79196      | CC du Thouarsais            | 92,71            | 2 334 (2022)                      | 25                 | modifier les données · modifier les données |
| Saint-Cyr-la-Lande               | 79244      | CC du Thouarsais            | 8,83             | 373 (2022)                        | 42                 | modifier les données · modifier les données |
| Saint-Généroux                   | 79252      | CC du Thouarsais            | 20,46            | 339 (2022)                        | 17                 | modifier les données · modifier les données |
| Saint-Léger-de-Montbrun          | 79265      | CC du Thouarsais            | 30,72            | 1 257 (2022)                      | 41                 | modifier les données · modifier les données |
| Saint-Loup-Lamairé               | 79268      | CC Airvaudais-Val du Thouet | 21,80            | 1 038 (2022)                      | 48                 | modifier les données · modifier les données |
| Saint-Martin-de-Mâcon            | 79274      | CC du Thouarsais            | 12,31            | 320 (2022)                        | 26                 | modifier les données · modifier les données |
| Saint-Martin-de-Sanzay           | 79277      | CC du Thouarsais            | 24,69            | 1 037 (2022)                      | 42                 | modifier les données · modifier les données |
| Saint-Varent                     | 79299      | CC du Thouarsais            | 34,42            | 2 396 (2022)                      | 70                 | modifier les données · modifier les données |
| Sainte-Gemme                     | 79250      | CC du Thouarsais            | 8,84             | 407 (2022)                        | 46                 | modifier les données · modifier les données |
| Tourtenay                        | 79331      | CC du Thouarsais            | 7,69             | 126 (2022)                        | 16                 | modifier les données · modifier les données |
| Val en Vignes                    | 79063      | CC du Thouarsais            | 78,30            | 2 023 (2022)                      | 26                 | modifier les données · modifier les données |
| Canton du Val de Thouet          | 7917       |                             | 722,70           | 23 892 (2022)                     | 33                 | modifier les données                        |

## Démographie
En 2022, le canton comptait 23 892 habitants, en évolution de −1,49 % par rapport à 2016 (Deux-Sèvres : +0,18 %, France hors Mayotte : +2,11 %).
| 2013   | 2018   | 2022   |
| ------ | ------ | ------ |
| 24 430 | 24 107 | 23 892 |